# Pinghua (conte)
Ne doit pas être confondu avec Pinghua, la langue de la famille des langues sino-tibétaines chinoises

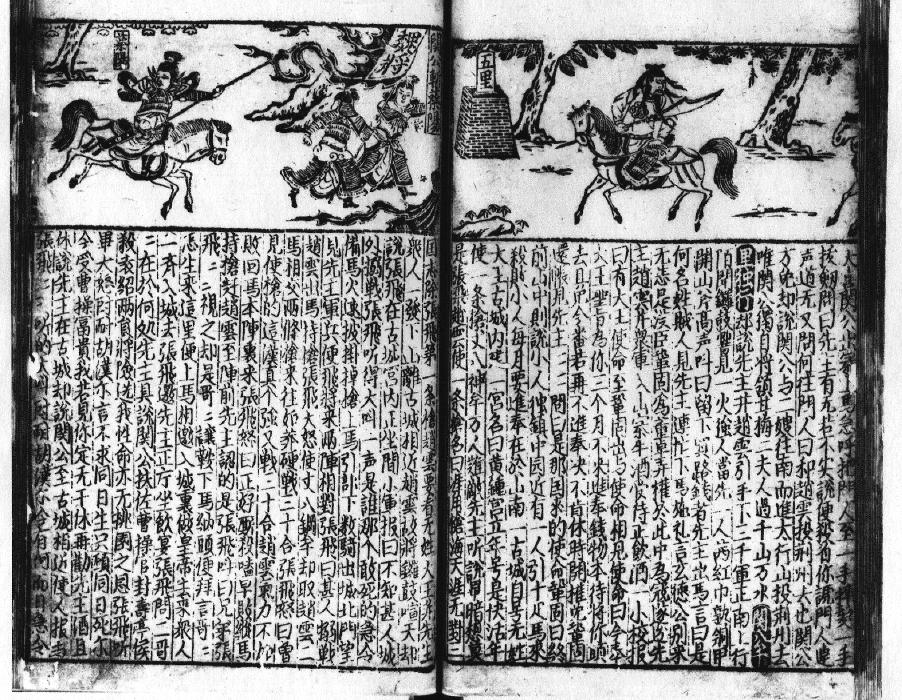
Estampe du XIVe siècle tirée du Sanguozhi Pinghua.

Un pinghua (評話 ou 平話 — littéralement « conte simple ») est un conte populaire chinois qui tient son origine des dynasties Tang et Song.
Plusieurs contes pinghua ont été édités, dont le plus connu est Sanguozhi Pinghua (三國志平話 ou 三國誌評話).
Des antécédents ont été trouvés dans des textes à Dunhuang, qui reposent clairement sur les conventions de la littérature orale.